# لين هومر
لين هومر (بالإنجليزية: Lin Homer)‏ هي مسيرة أعمال بريطانية، ولدت في 4 مارس 1957 في نورفك في المملكة المتحدة.